# Thierno Souleymane Diallo
Pour les articles homonymes, voir Diallo.
Thierno souleymane Diallo aussi appelé Souleymane Gando, né en 1983 à Pita, est un réalisateur et scénariste guinéen.

## Biographie

### Enfance, éducation et débuts
Thierno souleymane Diallo nait en 1983 à Pita en Moyenne Guinée. Il étudie à l’Institut Supérieur des Arts de Guinée. En 2012, il part au Niger pour étudier le cinéma documentaire et obtient son diplôme au Sénégal. Il tire son inspiration d'Abderrahmane Sissako, Souleymane Cissé et Cheick Fantamady Camara.

## Filmographie

### Réalisateur
- 2023 : Au cimetière de la pellicule
- 2018 ː Nô mëtî sîfâdhe
- 2015 ː Un homme pour ma famille